# 577 Records
577 Records is een onafhankelijk Amerikaans platenlabel voor jazz en geïmproviseerde muziek. Het label werd in 2001 opgericht door de Italiaanse drummer en componist Federico Ughi, die het tot 2008 leidde. Het kwam voort uit een serie 'huiskamer'-concerten, die werden gehouden op 577 Fifth Avenue, in Brooklyn. Ughi werkt veel samen met Daniel Carter en op het label zijn veel cd's uitgekomen, waarop zij in de een of andere vorm samenspelen: als duo, trio of in een grotere groep. Andere musici die op 577 Records verschenen zijn onder meer Sabir Mateen, een trio met onder meer Jim Dvorak, Steve Dalachinsky (met Ughi) en een trio met Ras Moshe.